# Edukacja medialna

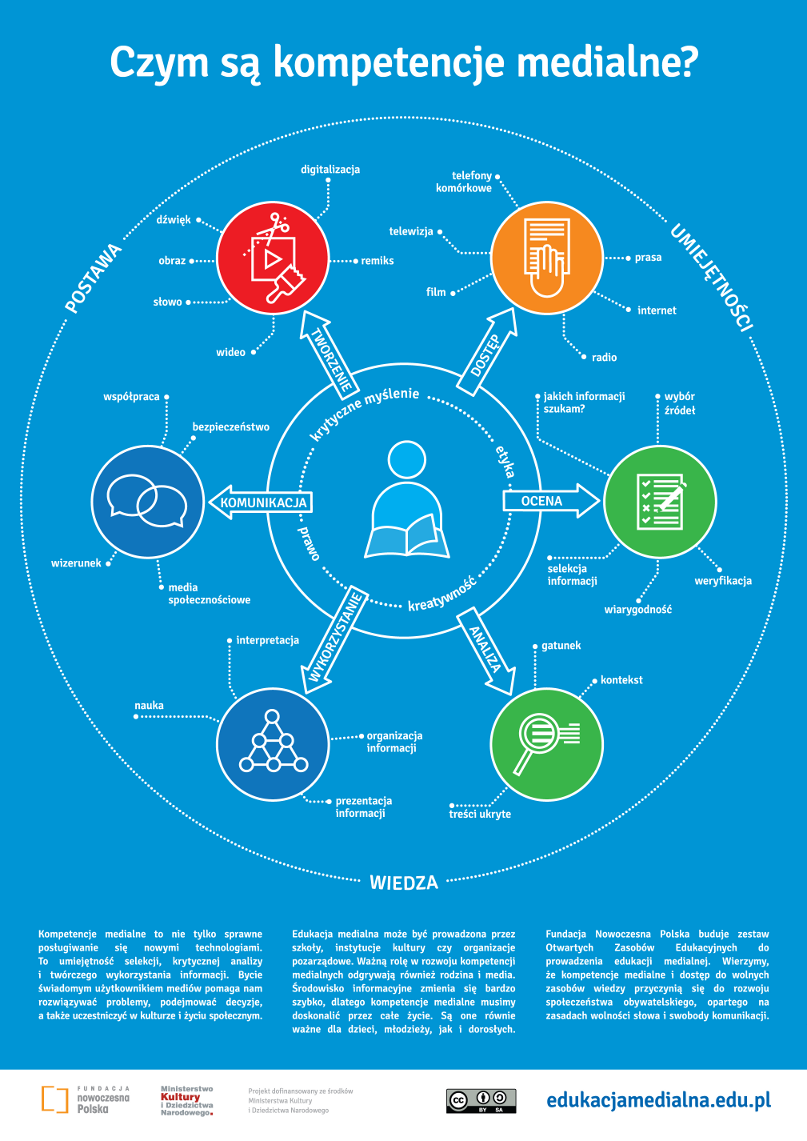
Infografika „czym są kompetencje medialne”

Edukacja medialna – kształtowanie umiejętności świadomego, krytycznego, odpowiedzialnego  i selektywnego korzystania ze środków masowego przekazu, tworzenia i nadawania przekazów medialnych. W zależności od ideologicznych inspiracji edukacja medialna może być prowadzoną z podkreśleniem wątków kształceniowych lub wychowawczych (dwie składowe edukacji). Wybór może przekładać się na projektowanie różnych celów kształcenia, np. kierowanie uwagi na filtrowanie komunikatów i wybieranie „właściwych” treści (kształtowanie wartości, większy nacisk na wychowanie) lub rozwijanie umiejętności obsługi mediów z większą swobodą wyboru komunikatów i mniejszym wartościowaniem produkowanych wytworów medialnych (większy nacisk na kształcenie). Nazwa pedagogicznej specjalności akademickiej i nieistniejącej już międzyprzedmiotowej ścieżki edukacyjnej w polskim szkolnictwie, wprowadzonej reformą rządową z 1999. Za granicą również synonim ruchu społecznego. W piśmiennictwie anglosaskim określana jako media literacy (w Polsce tłumaczone także jako kompetencja medialna).

## Uczenie „medialnej piśmienności”
Określenie zasadniczo funkcjonuje w medioznawstwie anglosaskim (ang. media literacy, twórcą pojęcia był ksiądz katolicki John Culkin, jezuita z Kanady, lata 60. XX w.). Występuje na oznaczenie umiejętności komunikowania za pomocą różnych środków przekazu. Stało się również synonimem ruchu społecznego, który zmierza do kształtowania takich umiejętności wśród odbiorców. Określenie występuje w nazwie i statucie wielu organizacji prowadzących działalność edukacyjno-medialną na świecie, tj. amerykańska The Center of Media Literacy czy unijna European Association for Audiovisual Media Education (EAAME/AEEMA).
Analizując anglojęzyczne definicje, „medialną piśmienność” można określić jako zdolność do kompetentnej komunikacji we wszystkich formach przekazu, drukowanych i elektronicznych, przejawiającą się w świadomym korzystaniu, rozumieniu, analizie i krytycznej ocenie przekazów słownych, wizualnych i dźwiękowych. To nowa wizja edukacji podstawowej obecnego stulecia, obejmująca różne środki wyrazu i przekazu, różne źródła informacji i nośniki. 
Media literacy jest również określeniem oddolnego społecznego i wychowawczego ruchu, obecnego w wielu krajach świata. W niektórych krajach ruch przybiera formę zorganizowanej edukacji szkolnej (Francja), w innych pozostaje głównie częścią wychowania pozaszkolnego (Stany Zjednoczone). W Polsce przykładem takiego ruchu jest wywodząca się z Przemyśla Fundacja Dobre Media – Media bez Przemocy, inicjator ustawy o ochronie małoletnich przed treściami szkodliwymi w mediach, obecnie (grudzień 2006) w sejmowej podkomisji).
Uczenie „medialnej piśmienności” nie tyle jest dyscypliną akademicką, co kształtowaniem praktycznych kompetencji przydatnych w codziennych kontaktach z mediami. Inicjatywa powołania organizacji zajmujących się i zmierzających do powszechnego kształtowania kompetencji medialnych narodziła się z potrzeby samych odbiorców, głównie rodziców i nauczycieli. Przedmiotem działań ruchu media literacy stali się przede wszystkim najmłodsi uczestnicy kultury medialnej: dzieci i młodzież .
Wedle polskiej definicji prof. Wacława Strykowskiego uczenie „medialnej piśmienności” jest „przygotowaniem, zwłaszcza dzieci i młodzieży do świadomego i krytycznego odbioru mediów oraz racjonalnego posługiwania się nimi jako narzędziami pracy, komunikowania się i uczenia”.

## Kompetencja odbiorcza
Częstym składnikiem nie tylko przytoczonych powyżej definicji jest pojęcie kompetencji, pod którym rozumie się zwykle zakres czyjejś wiedzy, władzy lub umiejętności. W tym wypadku chodzi o kompetencję medialną – o umiejętność kodowania lub dekodowania przekazów medialnych, a zatem o kompetencję nadawczą, zazwyczaj kształtowaną celowo, dotyczącą przede wszystkim dziennikarzy lub odbiorczą, powszechną, kształtowaną najczęściej nieświadomie, obejmującą zdolność do spostrzegania i interpretowania systemów semiotycznych w mediach. 
Uczenie „medialnej piśmienności” zmierza do świadomego i planowego kształtowania kompetencji odbiorczej analogicznie do nadawczej. Definicje podkreślają również praktyczny charakter kształtowania tych umiejętności, dokonujący się poprzez same środki przekazu lub krajowe lub społeczne systemy edukacji. Niemal wszystkie definicje, także większość polskich, traktują uczenie „medialnej piśmienności” przede wszystkim jako wychowywanie i kształtowanie postawy względem mediów, zwłaszcza:
- świadomej
- krytycznej
- i selektywnej.

Anglosascy twórcy definicji, obok kształtowania wyżej wymienionych postaw wskazują również na zdolność rozróżniania pomiędzy trzema typami przekazu:
- fikcją i faktem
- faktem i komentarzem
- komentarzem (opinią) i reklamą (perswazją, propagandą).

## Historia edukacji medialnej
Edukację medialną po raz pierwszy wprowadzono do systemu szkolnictwa w Wielkiej Brytanii. Tam też, począwszy od lat 30. XX w., podejmowano pierwsze inicjatywy wychowawcze zmierzające do ochrony odbiorców przed szkodliwym wpływem środków przekazu. Inne, przodujące w tej dziedzinie kraje to również anglojęzyczne: Australia, Południowa Afryka, Kanada oraz Stany Zjednoczone. 
W latach 70. i 80. XX w. wychowanie do mediów stało się także częścią systemu edukacji w krajach europejskich, głównie skandynawskich, w Finlandii, Szwecji i Danii. Z biegiem lat ruch edukacyjno-medialny objął również inne państwa kontynentu i świata. Przedmiot stał się obecny w różnych etapach kształcenia od podstawowego po wyższe, jako samodzielny lub realizowany w ramach innych zajęć szkolnych. 
W Polsce zajęcia z wychowania do mediów wprowadzono reformą edukacji z 1999 jako propozycję międzyprzedmiotowej ścieżki programowej. Niezależnie od działań krajowych systemów oświatowych, przekonań o powszechnej konieczności wychowania do mediów w szkolnictwie, od stwierdzeń „nadszedł już czas, by tzw. ścieżkę edukacyjną w szkołach zastąpił przedmiot edukacja medialna” (T. Goban-Klas) trzeba zdać sobie sprawę, że „medialna piśmienność” rodziła się i pozostaje ruchem społecznym odbiorców. Wtórnie zatem winna być traktowana jako element kształcenia szkolnego.

## Edukacja medialna w polskich ośrodkach akademickich
Edukacja medialna jest przedmiotem zainteresowania kilku ośrodków naukowych w Polsce (głównie pedagogiki i filmoznawstwa).
W Poznaniu edukacją medialną zajmuje się istniejący od 1966 Zakład Edukacji Medialnej Uniwersytetu im. Adama Mickiewicza (dawniej jako Zakład Technologii Kształcenia) oraz powołane w 1995 przez prof. Wacława Strykowskiego Polskie Towarzystwo Technologii i Mediów Edukacyjnych (PTTiME) – organizatorzy konferencji naukowych „Media a edukacja” (X konferencja z tego cyklu odbyła się w dniach 17-18 września 2018). W latach 1996–2003 towarzystwo wydawało również kwartalnik pod tytułem „Edukacja Medialna”. 
Ważnymi ośrodkami badawczymi są również:  Kraków – badania w zakresie edukacji medialnej prowadzi m.in. prof. Janusz Morbitzer (do października 2014 - Uniwersytet Pedagogiczny w Krakowie, obecnie Wyższa Szkoła Biznesu w Dąbrowie Górniczej; organizator 26 ogólnopolskich sympozjów naukowych "Człowiek - Media - Edukacja") i prof. Agnieszka Ogonowska, Zielona Góra, Rzeszów i Lublin – prof. M. Braun-Gałkowska. W Warszawie istnieje Instytut Edukacji Medialnej i Dziennikarstwa Uniwersytetu Kardynała Stefana Wyszyńskiego, który powstał z inicjatywy ks. prof. Antoniego Lewka. 
16 marca 2012 w Krakowie powstało Polskie Towarzystwo Edukacji Medialnej (PTEM) – ogólnopolskie interdyscyplinarne stowarzyszenie zrzeszające praktyków i teoretyków edukacji medialnej. Celem towarzystwa jest popularyzowanie i rozwijanie wiedzy o mediach oraz edukacji medialnej, a także prowadzenie badań w tym zakresie. Pierwszą przewodniczącą towarzystwa była prof. Agnieszka Ogonowska, obecnie funkcję tę pełni dr hab. Grzegorz Ptaszek (Wydział Humanistyczny AGH). Towarzystwo jest m.in. organizatorem Kongresów Edukacji Medialnej. Dotychczas odbyły się trzy takie wydarzenia: w Krakowie (2014), Lublinie (2016) oraz Gdańsku-Gdyni (2020). IV Kongres odbędzie się w Katowicach w dniach 5-6 listopada 2020 roku.

## Światowe i polskie konferencje o edukacji medialnej
Odbyło się szereg konferencji, podczas których starano się sformułować podstawowe cele i zadania edukacji medialnej. 
W 1989 Brytyjski Instytut Filmu przedstawił propozycje programowe zajęć edukacji medialnej dla dzieci w okresie wczesnoszkolnym. Za główny cel kształcenia w zakresie środków przekazu uznano „rozwijanie krytycznego myślenia dzieci wobec mediów (…) poprzez analizę i produkcje komunikatów medialnych”. Program edukacji sformułowano w postaci sześciu zasadniczych pytań:
- Kto komunikuje i dlaczego?
- Jakie istnieją typy, rodzaje i kategorie mediów?
- Jak media są projektowane i wykonywane?
- Skąd wiadomo, co znaczy dany przekaz medialny?
- Kto odbiera media i z jakim skutkiem?
- Jakie treści przedstawiają media?

Program kształcenia w zakresie środków przekazu powinien obejmować zatem: wiedzę o instytucjach medialnych, typologię mediów – radio, telewizja, prasa itp., technologię tworzenia mediów, poznawanie kodów: języka mediów, relację pomiędzy komunikatami medialnymi a realną rzeczywistością.
Podobny układ treści – w postaci kluczowych pytań – przyjęto podczas obrad konferencji naukowej The National Media Literacy zorganizowanej w Los Angeles w 1996.
- Czy edukacja medialna powinna chronić młodzież i dzieci przed negatywnym wpływem mediów?
- Czy produkcja przekazów medialnych powinna stać się najważniejszą kwestią edukacji medialnej?
- Czy edukacja medialna powinna koncentrować się na analizie tekstów kultury popularnej?
- Czy edukacja medialna powinna mieć orientację polityczną i ideologiczną?
- Czy edukacja medialna powinna występować we wszystkich programach szeroko pojętego szkolnictwa?
- Czy edukacja medialna powinna być realizowana jako specjalistyczny przedmiot, czy też stanowi dodatek włączony do przedmiotów już istniejących?

Uczestnicy konferencji pozytywnie zaopiniowali konieczność ochrony dzieci przed negatywnym wpływem mediów, wprowadzenie elementów produkcji medialnej do nauczania, obecność wychowania do środków przekazu we wszystkich etapach edukacji szkolnej. Zdecydowanie odrzucono próby ideologicznego i politycznego traktowania wychowania do mediów. 
W 1999 w Wiedniu pod patronatem UNESCO naukowcy i praktycy mediów spotkali się podczas sympozjum zatytułowanego Edukacja medialna a epoka cyfrowa. Postulowano wprowadzić wychowanie do mediów do programów szkolnych w poszczególnych krajach przy zachowaniu jej charakteru edukacji ustawicznej i nieformalnej. Zdaniem autorów dokumentu końcowego edukacja medialna powinna”.
- obejmować słowo drukowane, grafikę i dźwięk oraz ruchome obrazu dostarczane za pośrednictwem każdego rodzaju techniki
- przygotowywać ludzi do analizowania, krytycznej oceny i tworzenia tekstów medialnych, identyfikowania źródeł tekstów medialnych i ich kontekstu politycznego, społecznego, kulturowego; interpretowania wiadomości i wartości oferowanych przez media, dobierania odpowiednich mediów do przekazywania własnych wiadomości i relacji skierowanych do konkretnych odbiorców
- Społeczeństwo powinno mieć dostęp do mediów zarówno ze względu na ich odbiór jak i kreowanie .

Podobne spotkania odbywały się również w Polsce. Koordynatorem kilku z nich była Krajowa Rada Radiofonii i Telewizji. Zgodnie z ustawą o radiofonii i telewizji KRRiT zobowiązana jest m.in. do "organizowania badań i odbioru programów radiowych i telewizyjnych". W szerszym rozumieniu tego sformułowania jest miejsce na zajmowanie się przez KRRiT zagadnieniami odbioru w zakresie udoskonalania kompetencji odbiorczej polskich widzów i słuchaczy. 
W połowie 2000, na zlecenie KRRiT, powstał Raport o stanie edukacji medialnej w Polsce. Opracowanie wykonał zespół pracowników naukowych z Instytutu Sztuk Audiowizualnych Uniwersytetu Jagiellońskiego w Krakowie pod kierunkiem prof. W. Godzica. Raport daje nie tylko gruntowny opis przedsięwzięć edukacyjnych w dziedzinie medialnej, ale również materiał porównawczy oraz konkretne oceny i wnioski zmierzające do poprawy stanu edukacji medialnej. Diagnoza raportu brzmi pesymistycznie. Jego autorzy uważają, że problematyka edukacji medialnej jest w Polsce bagatelizowana i marginalizowana, a konsekwencją tego stanu rzeczy jest źle przygotowana podstawa programowa, chaos decyzyjny, brak nowoczesnych wzorców i właściwych pomocy naukowych”.
KRRiT była też współorganizatorem konferencji Pedagogika mediów, która odbyła się 14 kwietnia 2000 w Kielcach. Konferencję objął swoim patronatem minister Edukacji Narodowej, a współorganizatorami byli Wyższa Szkoła Pedagogiczna i Centrum Targowe w Kielcach. Konferencja towarzyszyła V Krajowym Targom Edukacji, co dało możliwość konfrontacji i twórczej dyskusji, jaka wywiązała się między referentami - naukowcami z Uniwersytetu Warszawskiego, Uniwersytetu Jagiellońskiego, Katolickiego Uniwersytetu Lubelskiego, Wyższej Szkoły Pedagogicznej w Kielcach a praktykami obecnymi tu z racji targów. W dyskusji udział wzięli dyrektorzy szkół, pedagodzy, wydawcy oraz przedstawiciele telewizji publicznej”.